# فهرست چشمه‌ها و مراکز آب‌درمانی استان هرمزگان
فهرستی از چشمه‌ها و مراکز آب درمانی استان هرمزگان ایران:
- آب سرد زاکین سیاهو
- آب گرم و آبشار انگوران
- چشمه آبگرم روستای نیمه کار(آبگرم سیاهکش)
- چشمه آبگرم سایه خوش
- چشمه آبگرم خمیر
- آب گرم گنو
- چشمه آبگرم آسک
- چشمه چاه احمد
- چشمه آبگرم بادون
- چشمه آبگرم ملایجی
- چشمه آبگرم چارک
- چشمه آبگرم حاجی آباد
- چشمه آب گرم فاریاب
- چشمه آب گرم فتویه
- چشمه آبگرم باری
- چشمه آبگرم سرخان
- چشمه آبگرم تدرویه
- چشمه آبگرم کشکو
- چشمه آبگرم خورگو
- چشمه آبگرم نیان
- چشمه آبگرم خص
- چشمه آبگرم ده شیخ
- چشمه آبگرم چستانه
- چشمه آبگرم معدنوئیه